# Innara

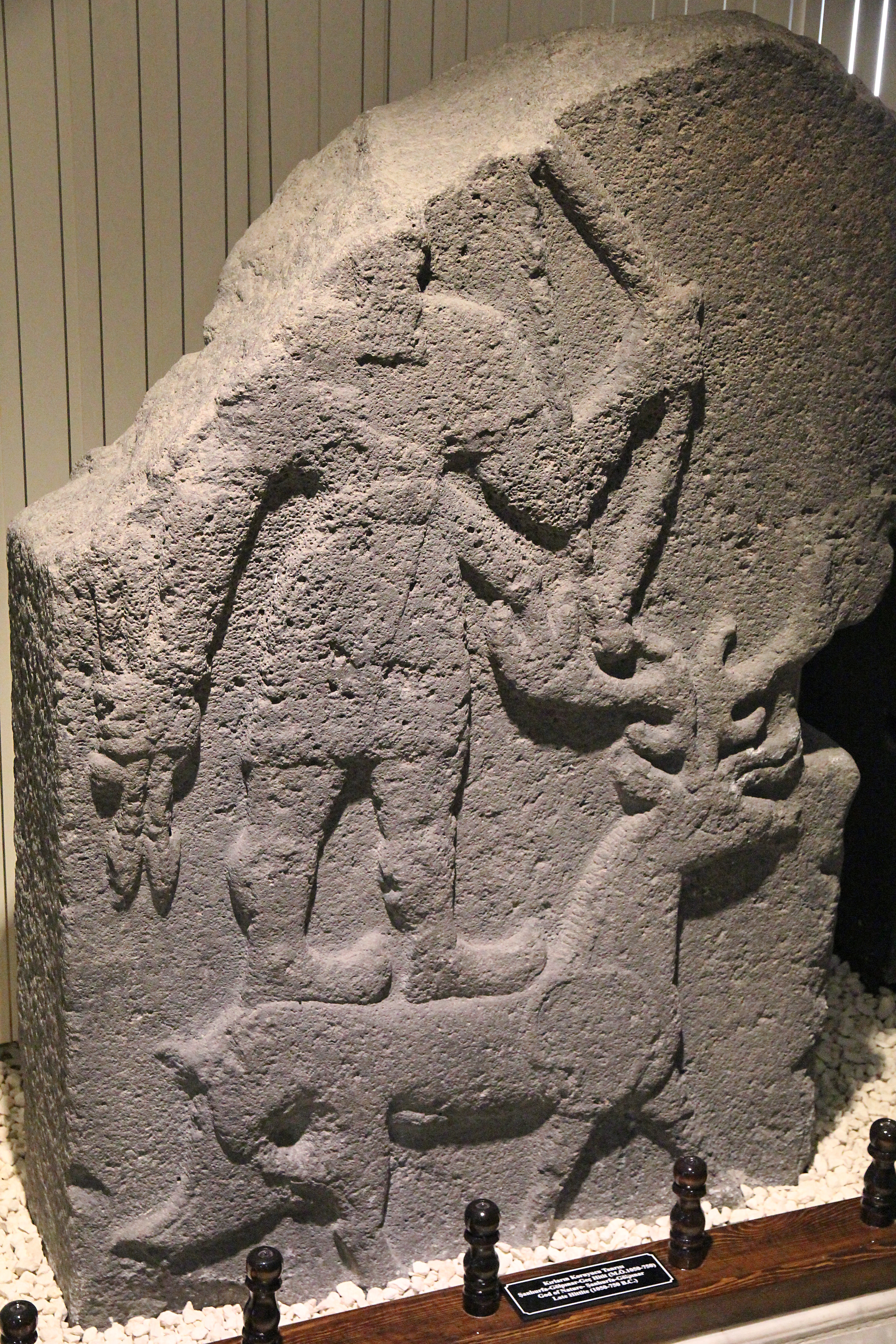
Der Schutzgott der Flur, Relief aus Gölpinar, Südosttürkei

Innara ist die hethitische Bezeichnung des Schutzgottes, dem verschiedene Schutzfunktionen zukamen. Im Luwischen wird er Annari genannt.

## Name
Der Göttername leitet sich vom Wort innara- „Kraft, Stärke“ ab, das auf *h1en-h2nor-o- „Männlichkeit innehabend“ zurückgeleitet wird und zur indoeuropäisch  Wurzel *h2ner- „Mann“ gestellt wird.
Der Name wird meist mit dem sumerischen Gottesdeterminativ DINGIR und dem Sumerogramm KAL „stark“ als DINGIRKAL (kurz: dKAL) „Schutzgottheit“ geschrieben. Häufig findet sich die alternative Transkription DINGIRLAMMA. In Mesopotamien bezeichnete LAMMA die Schutzgöttin Lamassu, deren Wesen aber verschieden von der anatolischen Schutzgottheit ist. Das hieroglyphenluwische Logogramm für den Schutzgott ist ein Hirsch – (DEUS) CERVUS1 –, ein Hirschkopf – (DEUS) CERVUS2 – oder ein Hirschgeweih – (DEUS) CERVUS3.
Das dazugehörige Adjektiv heth. innarawant-, luw. annarummi- „stark, kräftig“ ist ein Beiname des Schutzgottes und seiner Begleitern Ala, und ist im Plural Name des Götterkollektivs der hethitischen Innarawanteš bzw. luwischen Annarumminzi.
Der im 18. Jh. v. Chr. in Kültepe bezeugte Männername Inar, den neben anderen Männern auch ein König trug, bezieht sich auf den männlichen Schutzgott. Auch der für Kültepe bezeugte Name Inaraḫšu („Inar-Spross“) kann vom Gott abgeleitet werden, während Inarawan zum Adjektiv gehört.

## Verbreitung
Das Sumerogramm dKAL bezeichnet verschiedene Schutzgottheiten, wobei nicht immer entschieden werden kann, welche Gottheit damit gemeint ist. Erstmals tauchen anatolische Schutzgottheiten in hethitischen Texten aus dem Beginn des 14. Jh. v. Chr. auf. Sie sind besonders für Südostanatolien bezeugt und wahrscheinlich ursprünglich eine luwische Erscheinung.
Im Norden wurde die Bezeichnung auf die hattische Göttin Inar übertragen, die Schutzgöttin von Ḫattuša, da sie wohl ähnliche Funktionen abdeckte. Der hethitische Großkönig Tudḫaliya IV. förderte den Kult der Schutzgottheit und seiner Begleiterin Ala und ließ auch Stelen für diese Gottheiten errichten, so auf dem Arısama Dağı. Ein Text nennt „die 112 Namen der Schutzgottheiten der Majestät Tudḫaliya, des Großkönigs, des Helden“.

## Funktion
Schutzgottheiten sind sehr vielfältig. Sie beschützen Haus, Herd und Hof, den Palast, Städte, Berge und Flüsse, die Flur und den Wald und Tiere, Gegenstände und Körperteile, aber auch Menschen, König und Königin, sowie deren Eigenschaften, wie Leben, Kraft oder Wunscherfüllung. Auch im Kriegswesen sind sie wirksam. Selbst Gottheiten können einen eigenen Schutzgott haben. Nicht alle können mit Innara identifiziert werden und die Benutzung des bloßen Sumerogramms dKAL ermöglicht selten zu erkennen, welche Gottheit genau gemeint ist. Manchmal kann an der beigefügten Endsilbe erkannt werden, welcher Gott gemeint ist: dKAL-ri steht für Innara, dKAL-ti für Kurunta und luwisch dKAL-ya für Runtiya.

## Darstellungen
Demzufolge können Schutzgottheiten auch unterschiedlich dargestellt werden, wie hethitische Beschreibungen von Götterbildern zeigen. So wird eine Statuette des auf einem Hirsch stehenden Schutzgottes beschrieben, der in der Rechten eine silberne Lanze und mit der Linken einen Schild hält. Die goldene Statuette des Schutzgottes des Flur in Wiyanawanta steht auf einem silbernen Hirsch, in der Rechten einen Bogen haltend und in der Linken einen Adler und einen Hasen. Zudem trägt er einen Dolch und goldene Früchte. Der Schutzgott der Lanze hatte eine hölzerne Statuette, weitere Details werden nicht angegeben.
Eine Besonderheit ist das hethitische Hirschrhyton der Norbert-Schimmel-Sammlung, da hier drei der bekanntesten Aspekte des Schutzgottes vereint sind. Auf dem Rhyton ist eine Verehrungsszene dargestellt. Drei Männer opfern dem auf einem Hirsch stehenden Schutzgott und seiner Begleiterin Ala. Beide Gottheiten halten einen Adler in der Hand. Hinter dem Götterpaar stehen zwei aufgerichtete Lanzen, mit der Spitze nach unten. Dahinter ist ein Baum – möglicherweise der eya-Baum – mit einem darunterliegenden Hirsch und über diesem hängen ein Köcher und eine kurša-Jagdtasche. Hirsch, Adler und Köcher verweisen auf den Schutzgott der Flur, die Jagdtasche auf den Schutzgott der kurša-Jagdtasche und die Lanzen auf den Schutzgott der Lanze.

## Aspekte
In den hethitischen Texten treten viele verschiedene Schutzgottheiten zutage, diese müssen aber nicht alle Aspekte derselben Schutzgottheit sein. Aus der Vervielfältigung des Gottes Innara/Annari entstand zudem die Göttergruppe der Innarawanteš/Annaruminzi.

### Schutzgott der Flur
Der Schutzgott der Flur (heth. gimraš dKAL; sumerogr. dKAL LÍL und akkadisierend dKAL ṢĒRI) ist eine der am häufigsten genannten Schutzgottheiten. Als Gott der Wildnis ist er auch Jagdgott, der mit Pfeil und Bogen und einem Adler dargestellt wird sowie einem toten Hasen. Adler können ebenfalls für die Beizjagd eingesetzt werden. Im luwischen Pantheon der hethitischen Nachfolgestaaten ist er als imrassi Runtiya bekannt.

### Schutzgott derkurša-Jagdtasche
Der Schutzgott der kurša-Jagdtasche, auch Schutzgott des Askos genannt (heth. kuršaš dKAL-ri) hatte eine wichtige Rolle im Königskult inne. Die kurša-Jagdtasche diente unter anderem als Schutzamulett, und eine solche wurde am AN.TAḪ.ŠUM-Frühlingsest von Arinna nach Ḫattuša und weiter nach Tawiniya und Ḫiyašna und von dort zurück nach Ḫattuša getragen. Im Telipinu-Mythos wird eine kurša-Jagdtasche genauer beschrieben: Sie wird gefüllt mit Gerste und Weintrauben, Fett und Fleisch von Schaf und Rind sowie mit Segenswünschen an einen eya-Baum gehängt. Dieser war offenbar ein immergrüner Baum und er wird manchmal mit „Eibe“, zuweilen auch mit „Kermeseiche“ übersetzt. Hier zeigt sich deutlich der Fruchtbarkeitsaspekt der kurša-Jagdtasche.
Zum Kult des Schutzgottes der kurša-Jagdtasche gehörten auch Vogelorakel. In einem Ritual für die königliche Familie wird der verärgerte Schutzgott gebeten ins Land Ḫatti zurückzukehren und gute Vögel mitzubringen.
Vielleicht war der luwische Gott Tasku, der zusammen mit Ala und Runtiya im Heiligtum bei Ancoz in der Kommagene verehrt wurde, eine vergöttlichte Jagdtasche, sofern der Name zu hethitisch tašku „Hodensack“ gestellt werden darf; doch ist die Bedeutung des hethitischen Wortes umstritten. Ebenfalls vorgeschlagen wurde, dass die vielen Brüste der Ephesischen Artemis ihren Ursprung im Kult der kurša-Jagdtasche hatten, was gut zum Wesen der Göttin passte.

### Schutzgott der Lanze
Die Lanze war ein Symbol des Schutzgottes und wurde als solche auch göttlich verehrt. Dem Schutzgott der Lanze (dKAL GIŠŠUKUR) libierte der König aus einem silbernen Tiergefäß in Eberform.

### Schutzgottheiten des Königs
Verschiedene Schutzgottheiten standen dem König und der Königin besonders nahe. Als dKAL.LUGAL oder hethitisch ḫaššuwaš Innara und hattisch Kattelikamamma ist er der Schutzgott des Königs. Es gab auch eine Schutzgottheit des Palastes oder eine des Innengemachs. Zitḫariya war der persönliche Schutzgott des Königs und der Königin in Form einer kurša-Jagdtasche.

### Schutzgottheiten verschiedener Gottheiten
Es gab auch Schutzgottheiten für verschiedene Gottheiten, dazu gehören Ḫuwaššanna, die Sonnengöttin der Erde, oder die Siebengottheiten.

### Lokale Schutzgottheiten
Bestimmte Örtlichkeiten konnten einen eigenen Schutzgottheiten haben. Am häufigsten wurde der Schutzgott des Landes Ḫatti genannt. Bedeutend war die Schutzgottheit der Stadt Karaḫna, die in Staatsverträgen aufgelistet werden konnte. Der Kult des Schutzgottes von Tauriša zeigte deutliche luwische Einflüsse und auf Luwische wurde er URUTaurišizzaš wašḫaz dKAL „Taurišäischer reinster Schutzgott“ genannt. Er galt als Sohn des Sonnengottes und der Kamrušepa.
Eine fremde nichtanatolische Gottheit war Karhuha, der alteingesessene Gott der Stadt Karkemiš. Er war Gefährte der Stadtgöttin Kubaba und wird mit ihr zusammen in hieroglyphenluwischen Inschriften aus Karkamis der Eisenzeit häufig genannt. Sein Name konnte auch mit dem hieroglyphenluwische Zeichen CERVUS gebildet werden, was ihn als Schutzgott ausweist.
Daneben sind auch Schutzgottheiten der Flüsse Kella, Kummara und Šiḫiriya genannt, letzterer kann vielleicht mit dem Sakarya gleichgesetzt werden. Mehrere Berge haben ebenfalls einen eigenen Schutzgott, darunter der Berg Šarpa, der selbst als Gott verehrt wurde. Er ist wahrscheinlich mit dem Arısama Dağı identisch. Im Männernamen Šarpa-dKAL sind Berg- und Schutzgott vereint.

### Weitere Schutzgottheiten
Schutzgottheiten konnten auch gegeneinander ausgespielt werden. Im Ritual der Anniwiyani, betritt eine Jungfrau mit einem Vogel aus Teig in der Hand das Haus eines Mannes, der von seiner Schwäche und sexuellen Impotenz geheilt werden möchte. Dabei fordert sie den Schutzgott lulimmi auf, das Haus zu verlassen und den Schutzgott innarawant reinzulassen. Das letzte Beiwort bedeutet „stark, kräftig“ und deutet an, dass dieser Schutzgott den Mann mit Manneskraft versehen soll. Die Bedeutung des anderen Beiwortes ist unbekannt, ein Zusammenhang mit akkadisch lulīmu „Hirsch“ wird als wenig wahrscheinlich erachtet.

## Mythen
Im Ḫaḫḫima-Mythos schickt Tarḫunna Boten aus, um die verschwundene Sonnengöttin von Arinna zu finden. Einer dieser Boten ist der Gott Innara. Der Frostdämon Ḫaḫḫima hindert seine Suche und lässt ihn erstarren.